# Wereldbeker skeleton
De wereldbeker skeleton is een regelmatigheidsklassement voor skeleton dat sinds het seizoen 1986/87 voor mannen en sinds 1996/97 voor vrouwen wordt georganiseerd door de Internationale Bobslee- en Skeletonfederatie.

## Mannen
De eerste elf seizoenen (1986-1997) van de wereldbeker werden gedomineerd door Oostenrijkers, negen edities werd gewonnen en er werden nog eens vijftien podiumplaatsen behaald (6x zilver, 9x brons). De resterende medailles gingen naar Zwitserland (1-4-1), Canada (1-1-0) en Duitsland (0-0-1).
In de volgende twaalf seizoenen (1997-2009) werden de medailles verdeeld over acht landen. De Amerikanen waren het succesvolst (3-4-4). Ook Duitsland (3-1-3) leverde drie winnaars. Canada (2-3-1) en het Verenigd Koninkrijk (2-0-1) elk twee. De beide overige titels ging naar Rusland (1-0-1) en Zwitserland (1-2-0). De resterende medailles gingen naar Japan (0-2-1) en Oostenrijk (0-0-1).
De daarop volgende dertien seizoenen (2009-2022) heerste de Let Martins Dukurs, hij behaalde elf seizoenen de eindzege (waaronder acht opeenvolgende) en daarnaast nog een derde plaats. Zijn broer Tomass Dukurs veroverde in deze periode drie zilveren en vier bronzen medailles, wat het totaal van Letland tot 11-3-5 bracht. De overige medailles gingen naar vier landen; Zuid-Korea (1-3-1), Rusland (1-1-1), Duitsland (0-6-5) en de Verenigde Staten (0-0-1).
In de hierop volgende drie seizoenen (2022-2025) gingen de medailles naar het Verenigd Koninkrijk (2-2-1), Duitsland (1-1-1) en China (0-0-1) dat in 2024 het elfde land werd met een podiumplaats.
De Let Martins Dukurs is recordhouder met twaalf podiumplaatsen (11-0-1), de Oostenrijker Christian Auer een goede tweede met tien plaatsen (5-2-3).
| Seizoen | Goud                 | Zilver               | Brons                |
| ------- | -------------------- | -------------------- | -------------------- |
| 1986/87 | Andy Schmid          | Alain Wicki          | Christian Auer       |
| 1987/88 | Andy Schmid          | Alain Wicki          | Christian Auer       |
| 1988/89 | Alain Wicki          | Christian Auer       | Andy Schmid          |
| 1989/90 | Christian Auer       | Urs Vescoli          | Franz Plangger       |
| 1990/91 | Christian Auer       | Michael Grünberger   | Andy Schmid          |
| 1991/92 | Christian Auer       | Gregor Stähli        | Martin Thaler        |
| 1992/93 | Franz Plangger       | Christian Auer       | Gregor Stähli        |
| 1993/94 | Christian Auer       | Andy Schmid          | Franz Plangger       |
| 1994/95 | Christian Auer       | Franz Plangger       | Alexander Müller     |
| 1995/96 | Ryan Davenport       | Michael Grünberger   | Christian Auer       |
| 1996/97 | Alexander Müller     | Ryan Davenport       | Willi Schneider      |
| 1997/98 | Willi Schneider      | Kazuhiro Koshi       | Andy Böhme           |
| 1998/99 | Andy Böhme           | Ryan Davenport       | Jim Shea jr.         |
| 1999/00 | Andy Böhme           | Chris Soule          | Kristan Bromley      |
| 2000/01 | Lincoln DeWitt       | Kazuhiro Koshi       | Jim Shea jr.         |
| 2001/02 | Gregor Stähli        | Chris Soule          | Martin Rettl         |
| 2002/03 | Chris Soule          | Jeff Pain            | Kazuhiro Koshi       |
| 2003/04 | Kristan Bromley      | Duff Gibson          | Frank Kleber         |
| 2004/05 | Jeff Pain            | Chris Soule          | Duff Gibson          |
| 2005/06 | Jeff Pain            | Gregor Stähli        | Eric Bernotas        |
| 2006/07 | Zach Lund            | Eric Bernotas        | Aleksandr Tretjakov  |
| 2007/08 | Kristan Bromley      | Jon Montgomery       | Zach Lund            |
| 2008/09 | Aleksandr Tretjakov  | Florian Grassl       | Frank Rommel         |
| 2009/10 | Martins Dukurs       | Frank Rommel         | Sandro Stielicke     |
| 2010/11 | Martins Dukurs       | Sandro Stielicke     | Frank Rommel         |
| 2011/12 | Martins Dukurs       | Frank Rommel         | Tomass Dukurs        |
| 2012/13 | Martins Dukurs       | Tomass Dukurs        | Alexander Kröckel    |
| 2013/14 | Martins Dukurs       | Tomass Dukurs        | Matthew Antoine      |
| 2014/15 | Martins Dukurs       | Tomass Dukurs        | Axel Jungk           |
| 2015/16 | Martins Dukurs       | Yun Sung-bin         | Tomass Dukurs        |
| 2016/17 | Martins Dukurs       | Yun Sung-bin         | Aleksandr Tretjakov  |
| 2017/18 | Yun Sung-bin         | Axel Jungk           | Tomass Dukurs        |
| 2018/19 | Aleksandr Tretjakov  | Yun Sung-bin         | Martins Dukurs       |
| 2019/20 | Martins Dukurs       | Aleksandr Tretjakov  | Yun Sung-bin         |
| 2020/21 | Martins Dukurs       | Alexander Gassner    | Tomass Dukurs        |
| 2021/22 | Martins Dukurs       | Axel Jungk           | Christopher Grotheer |
| 2022/23 | Christopher Grotheer | Matt Weston          | Marcus Wyatt         |
| 2023/24 | Matt Weston          | Christopher Grotheer | Yin Zheng            |
| 2024/25 | Matt Weston          | Marcus Wyatt         | Christopher Grotheer |

| Land                | Goud | Zilver | Brons | Totaal |
| ------------------- | ---- | ------ | ----- | ------ |
| Letland             | 11   | 3      | 5     | 19     |
| Oostenrijk          | 9    | 6      | 10    | 25     |
| Duitsland           | 4    | 8      | 11    | 23     |
| Verenigd Koninkrijk | 4    | 2      | 1     | 07     |
| Canada              | 3    | 5      | 1     | 09     |
| Verenigde Staten    | 3    | 4      | 5     | 12     |
| Zwitserland         | 2    | 5      | 1     | 08     |
| Rusland             | 2    | 1      | 2     | 05     |
| Zuid-Korea          | 1    | 3      | 1     | 05     |
| Japan               | 0    | 2      | 1     | 03     |
| China               | 0    | 0      | 1     | 01     |

## Vrouwen
Bij de vrouwen zijn het hoofdzakelijk de Amerikanen, Britten, Canadezen, Duitsers en Zwitsers die de prijzen verdelen. In 2015 voegde Oostenrijk (met de eindszege door Janine Flock) en in 2019 Rusland (met de eindzege door Jelena Nikitina) bij dit vijftal. Met de derde plaats door Kimberley Bos in het seizoen 2020/21 behaald werd Nederland het achtste land in dit rijtje. In 2022 en 2024 behaalde Bos de eindzege, in 2023 en 2025 werd ze tweede in de eindstand. In 2024 voegden België (Kim Meylemans werd tweede) en Italië zich als negende en tiende land in de rij.
De Britse Alexandra (Hamilton-)Coomber, de Duitse Tina Hermann en de Oostenrijkse Janine Flock zijn recordhouders met drie eindzeges. De Zwitserse Maya Pedersen-Bieri recordhoudster met acht podiumplaatsen (1-4-3), Hermann volgt met zeven (3-3-1).
| Seizoen | Goud                       | Zilver              | Brons                      |
| ------- | -------------------------- | ------------------- | -------------------------- |
| 1996/97 | Steffi Hanzlik             | Michelle Kelly      | Maya Pedersen-Bieri        |
| 1997/98 | Maya Pedersen-Bieri        | Steffi Hanzlik      | Susan Speiran              |
| 1998/99 | Steffi Hanzlik             | Ursi Walliser       | Maya Pedersen-Bieri        |
| 1999/00 | Alexandra Hamilton         | Maya Pedersen-Bieri | Michelle Kelly             |
| 2000/01 | Alexandra Coomber-Hamilton | Steffi Hanzlik      | Maya Pedersen-Bieri        |
| 2001/02 | Alexandra Coomber-Hamilton | Maya Pedersen-Bieri | Lindsay Alcock             |
| 2002/03 | Michelle Kelly             | Lindsay Alcock      | Tristan Gale               |
| 2003/04 | Lindsay Alcock             | Diana Sartor        | Michelle Kelly             |
| 2004/05 | Noelle Pikus-Pace          | Maya Pedersen-Bieri | Kerstin Jürgens            |
| 2005/06 | Mellisa Hollingsworth      | Maya Pedersen-Bieri | Diana Sartor               |
| 2006/07 | Katie Uhlaender            | Noelle Pikus-Pace   | Michelle Kelly             |
| 2007/08 | Katie Uhlaender            | Michelle Kelly      | Mellisa Hollingsworth      |
| 2008/09 | Marion Trott               | Shelley Rudman      | Katie Uhlaender            |
| 2009/10 | Mellisa Hollingsworth      | Shelley Rudman      | Kerstin Szymkowiak-Jürgens |
| 2010/11 | Anja Huber                 | Shelley Rudman      | Mellisa Hollingsworth      |
| 2011/12 | Shelley Rudman             | Marion Thees-Trott  | Anja Huber                 |
| 2012/13 | Marion Thees-Trott         | Anja Huber          | Katie Uhlaender            |
| 2013/14 | Elizabeth Yarnold          | Noelle Pikus-Pace   | Shelley Rudman             |
| 2014/15 | Janine Flock               | Elizabeth Yarnold   | Tina Hermann               |
| 2015/16 | Tina Hermann               | Jacqueline Lölling  | Jane Channell              |
| 2016/17 | Tina Hermann               | Jacqueline Lölling  | Mirela Rahneva             |
| 2017/18 | Jacqueline Lölling         | Tina Hermann        | Elisabeth Vathje           |
| 2018/19 | Jelena Nikitina            | Tina Hermann        | Mirela Rahneva             |
| 2019/20 | Jacqueline Lölling         | Janine Flock        | Jelena Nikitina            |
| 2020/21 | Janine Flock               | Tina Hermann        | Kimberley Bos              |
| 2021/22 | Kimberley Bos              | Janine Flock        | Jelena Nikitina            |
| 2022/23 | Tina Hermann               | Kimberley Bos       | Mirela Rahneva             |
| 2023/24 | Kimberley Bos              | Kim Meylemans       | Valentina Margaglio        |
| 2024/25 | Janine Flock               | Kimberley Bos       | Hannah Neise               |

| Land                | Goud | Zilver | Brons | Totaal |
| ------------------- | ---- | ------ | ----- | ------ |
| Duitsland           | 10   | 10     | 6     | 26     |
| Verenigd Koninkrijk | 5    | 4      | 1     | 10     |
| Canada              | 4    | 3      | 12    | 19     |
| Verenigde Staten    | 3    | 2      | 3     | 08     |
| Oostenrijk          | 3    | 2      | 0     | 05     |
| Nederland           | 2    | 2      | 1     | 05     |
| Zwitserland         | 1    | 5      | 3     | 09     |
| Rusland             | 1    | 0      | 2     | 03     |
| België              | 0    | 1      | 0     | 01     |
| Italië              | 0    | 0      | 1     | 01     |

1986/1987 · 
1987/1988 · 
1988/1989 · 
1989/1990 · 
1990/1991 · 
1991/1992 · 
1992/1993 · 
1993/1994 · 
1994/1995 · 
1995/1996 · 
1996/1997 · 
1997/1998 · 
1998/1999 · 
1999/2000 · 
2000/2001 · 
2001/2002 · 
2002/2003 · 
2003/2004 · 
2004/2005 · 
2005/2006 · 
2006/2007 · 
2007/2008 · 
2008/2009 ·
2009/2010 ·
2010/2011 ·
2011/2012 ·
2012/2013 ·
2013/2014 ·
2014/2015 ·
2015/2016 ·
2016/2017 ·
2017/2018 ·
2018/2019 ·
2019/2020 ·
2020/2021 ·
2021/2022 ·
2022/2023 ·
2023/2024 ·
2024/2025
Alpineskiën ·
Biatlon ·
Bobsleeën ·
Freestyleskiën ·
Langlaufen ·
Noordse combinatie ·
Rodelen ·
Schaatsen ·
Schansspringen ·
Shorttrack ·
Skeleton ·
Snowboarden ·
Telemarken